# Ladoga-Schlachten
Als Ladoga-Schlachten werden in der deutschen Militärgeschichtsschreibung drei militärische Operationen südlich des Ladogasees in den Jahren 1942/1943 bezeichnet. Die Kämpfe, die sich jeweils über mehrere Monate hinzogen, resultierten aus dem Bemühen der Roten Armee, die deutsche Blockade von Leningrad (8. September 1941 – 27. Januar 1944) zu durchbrechen.
- Erste Ladoga-Schlacht (27. August 1942 – 2. Oktober 1942; sowjetische Bezeichnung: Sinjawinsker Operation): Versuch der Einnahme Sinjawinos
- Zweite Ladoga-Schlacht (12. Januar 1943 – 5. April 1943; sowjetische Bezeichnung: Operation Iskra [Iskra = „Funke“]): Öffnung eines schmalen Landkorridors nördlich von Sinjawino
- Dritte Ladoga-Schlacht (22. Juli 1943 – 25. September 1943; sowjetische Bezeichnung: Mgaer Operation): Versuch der Einnahme der Sinjawino-Höhen und des Eisenbahnknotens Mga

Die endgültige Sprengung der Leningrader Blockade gelang Anfang 1944 im Zuge der Leningrad-Nowgoroder Operation.